# Șleahove, Novoarhanhelsk
Șleahove (în ucraineană Шляхове) este un sat în comuna Vilșanka din raionul Novoarhanhelsk, regiunea Kirovohrad, Ucraina.

## Demografie
Componența lingvistică a localității Șleahove
     Ucraineană (96,71%)
     Rusă (2,06%)
     Alte limbi (0,82%)
Conform recensământului din 2001, majoritatea populației localității Șleahove era vorbitoare de ucraineană (96,71%), existând în minoritate și vorbitori de rusă (2,06%).